# Solpuga suffusca
Solpuga suffusca es una especie de arácnido  del orden Solifugae de la familia Solpugidae.

## Distribución geográfica
Se distribuye por el sur de África.